# État des Alaouites
Pour les articles homonymes, voir Alaouites (homonymie).
1920–1936
Entités précédentes :
- Territoires ennemis occupés

Entités suivantes :
- République syrienne

Le Territoire ou Gouvernement de Lattaquié, appelé Territoire des Alaouites de 1920 à 1926, puis l'État des Alaouites de 1922 à 1930, fut créé par la France, lors de son mandat sur la Syrie (1920-1946). La création de cet État s'inscrivait dans une politique coloniale visant à diviser les populations sous mandat français et à morceler les territoires arabes. Il doit son nom à la confession de la majorité de ses habitants, qui étaient alaouites. Sa capitale historique et culturelle est Lattaquié.
Il est intégré à la Syrie en 1937.

## Géographie
Le territoire est caractérisé par une chaîne montagneuse, le Jebel Ansariyehs («Ansariyeh» étant le nom des Alaouites en arabe). Il délimite une plaine côtière de 3 à 10 kilomètres de largeur. Son altitude culmine à 1400 mètres. La montagne s'élève en pente douce sur son versant méditerranéen, et tombe abrupte sur la plaine intérieure et la vallée de l'Oronte. 

## Histoire
Les Français se heurtèrent d'abord à une révolte alaouite en 1919, menée par le cheikh alaouite Saleh al-Ali. Il leur fallut réprimer ce soulèvement ; une fois cette résistance armée vaincue, ils créèrent le nouvel État.

### Objectif politique de sa création

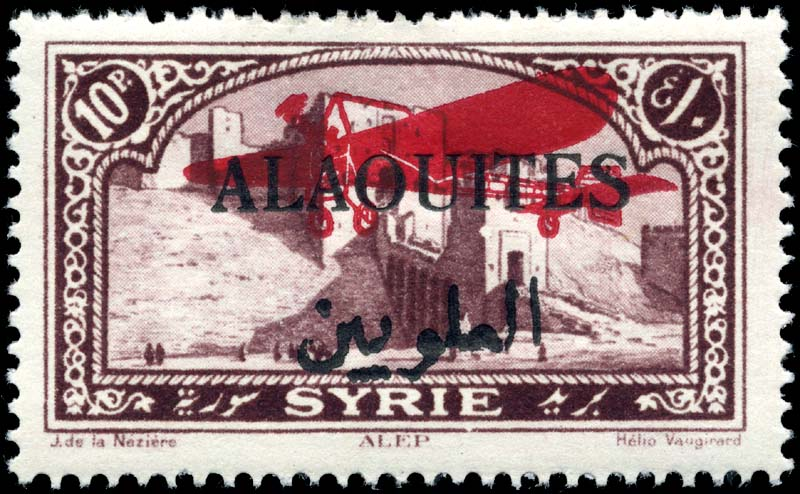
Timbre de 10 piastres de la poste aérienne avec surcharge du territoire des Alaouites en 1926.

La France qui a obtenu de la Société des Nations un mandat sur la Syrie et le Liban, crée dans la zone du mandat plusieurs États : le Grand Liban, l'État de Damas, l'État d'Alep, l'État des Alaouites, et un temps, l’État des Druzes. Les objectifs de ce découpage territorial sont clairement énoncés en 1920 par le diplomate Robert de Caix : il s'agit de diviser pour mieux régner ; « la paix du monde serait en somme mieux assurée, écrit Robert de Caix, s’il y avait en Orient un certain nombre de petits États dont les relations seraient contrôlées ici par la France et là par l’Angleterre, qui s’administreraient avec le maximum d’autonomie intérieure, et qui n’auraient pas les tendances agressives des grands États nationaux unitaires ».
Pour contrer le nationalisme arabe des sunnites, les Français encouragent pendant l'entre-deux-guerres un particularisme alaouite qui veut faire de ceux-ci un peuple à part entière. L'historienne Jomana Qaddour écrit à ce sujet : «Pendant les années du Mandat français, la France a accordé à la minorité alaouite une autonomie sur les régions qu'elle habitait et a encouragé les hommes alaouites à rejoindre l'armée. L'émancipation alaouite allait à l'encontre des motivations des sunnites, qui s'opposaient fermement à la domination française et étaient attachés à la cause nationaliste arabe pour une « Grande Syrie » indépendante. Cela a finalement créé une identité alaouite distincte et séparée, cultivant les germes de la discorde entre eux et la majorité sunnite».

### Statuts et noms
Il est appelé  « État des Alaouites  (arrêté no 1459 bis du 28 juin 1922), puis en 1930 « Territoire ou Gouvernement de Lattaquié ». 
Le 5 décembre 1936 (effectif en 1937), le territoire est intégré à la Syrie dont il devient une mouhafaza.
Des chefs traditionnels et religieux alaouites s'opposent alors à la décision. Certains d'entre eux proposent à ce que le territoire soit rattaché au Liban ou à la France.

## Gouverneurs français
- 2 septembre 1920 - 1921 : Émile Nieger
- 1921 – 1er juillet 1922 : Gaston Billotte
- 1er janvier 1925 - 1925 : Léon Cayla
- 1925 - 5 décembre 1936 : Ernest Marie Hubert Schoeffler